# Irma Wulff
Irma Wulff (* 25. August 1928 in Schosdorf, heute Ubocze, Niederschlesien) ist eine ehemalige Abgeordnete der Hamburgischen Bürgerschaft für die SPD.

## Erste Jahre
Irma Wulff machte eine Lehre als Friseurin. Gesellenjahre schlossen sich an. Nach Kriegsende wurde sie mit ihrer Familie aus Schlesien ausgewiesen und fand von 1946 bis 1949 in Hohenlimburg Unterkunft. 1949 zog sie nach Hamburg, heiratete und war zeitweise berufstätig. Sie bekam zwei Kinder und begann, sich in Elternvertretungen zu engagieren.

## Politik
1959 trat Irma Wulff in die SPD ein. Sie übte verschiedene Parteifunktionen aus und wurde von 1970 bis 1978 als Abgeordnete in die Bezirksversammlung Hamburg-Eimsbüttel gewählt. Vier Jahre davon fungierte sie als stellvertretende Fraktionsvorsitzende. Nebenbei war sie ehrenamtlich als Altenpflegerin tätig und seit 1972 als  Schöffin beim Hamburger Jugendgericht.
Im Juni 1978 zog sie für eine Wahlperiode bis 1982 als Abgeordnete in die Hamburgische Bürgerschaft ein. 
Ihr Engagement dort galt neben dem Bauausschuss vor allem dem Eingabenausschuss.
Für die nächste Wahlperiode kandidierte sie aus familiären Gründen nicht mehr. Zitat Irma Wulff: „Die Partei zeigte wenig Verständnis, was mich so enttäuschte, dass ich keinerlei Bereitschaft mehr für weitere Mitarbeit zeigen wollte und konnte.“